# Cerkiwna
Cerkiwna (ukr. Церківна, do 2025 Cerkowna) – wieś na Ukrainie, w  obwodzie iwanofrankiwskim, w rejonie dolińskim.